# SuG
Sug (estilizado como SuG) foi uma banda de rock japonesa de visual kei formada em 2006. A banda lançou dois EPs, cinco álbuns e alguns singles. Até 2009, a banda tinha contrato com a "Indie PSC", subdivisão da PS Company. A partir de 2010, eles assinaram contrato com uma grande gravadora, Pony Canyon.  Eles foram representativos no subgênero Oshare kei.
O slogan promocional da banda é "Heavy Positive Rock". O nome "Sug" é derivado da transliteração da palavra inglesa "thug", escrita (e pronunciada) em japonês como Sagu (サグ). O nome é então simplificado para "Sug".

## Carreira
O vocalista Takeru e os guitarristas Masato e Yuji já haviam tocado em uma banda chamada Travel. Após a separação do Travel, eles se juntaram ao baixista do AmeriA, Shouta, para formar o Sug em outubro de 2006. O baterista Mitsuru ingressou em novembro do mesmo ano.
Shouta deixou a banda em fevereiro e foi substituído por Chiyu no baixo. Seu primeiro lançamento foi "7th Breeze" na coletânea Cannonball Vol. 03 . A banda assinou contrato com a PS Company de gerenciamento de visual-kei e, em agosto de 2007, lançou seu primeiro single, "Scheat". Meses após o lançamento de seu primeiro single, Sug lançou seu primeiro EP, intitulado I Scream Party . Para promover sua música fora do Japão, Sug se apresentou no "J-Rock Invasion" na Alemanha ao lado de Kagrra, Kra, Alice Nine e Screw - todos eles também assinados com a CLJ Records, uma gravadora alemã.
Takeru atutou no filme "Aquarian Age," adaptação em live-action de um jogo de cartas que também possui um anime. O filme também teve membros da banda Alice Nine. No mesmo ano, a banda lançou o mini álbum Punkitsch.
Em 2009, SuG foi uma das bandas de abertura do festival de décimo aniversário da PS Company. Em fevereiro, Takeru voltou a atuar no filme "Beat Rock ✩ Love," onde ele interpretou o vocalista da banda fictícia Love Diving, que chegou a lançar um álbum e fazer um pequeno show promocional.
Em abril, a banda lanço um single chamado 39GalaxyZ e anunciou que o bateirista Mitsuru deixaria a banda, fazendo seu último show em 9 de maio daquele ano. O baterista suporte da época, Shinpei, então tornou-se membro integral da banda.
Seu single "Gr8 Story" foi lançado pela Pony Canyon, e a faixa-título foi usada como música de encerramento do anime Katekyō Hitman Reborn! Segundo a banda, a música é "bastante punk", mas com uma melodia cativante e um "apelo fácil de ouvir".
Em 2012, Sug entrou em hiato. Três anos depois, a banda lançou Black. O álbum incluiu três novos singles, além dos três lançados em 2014. Em 15 de julho de 2015, Sug lançou outro single, "TeenAge Dream". Em 11 de setembro, a banda anunciou que faria sua primeira turnê europeia completa a partir de 29 de novembro, e faria uma turnê por um total de 5 países (Alemanha, França, Reino Unido, Rússia e Finlândia).
Em 31 de julho de 2017, o SuG anunciou que entraria em hiato indefinido pela segunda vez. A apresentação final da banda ocorreu em 2 de setembro de 2017 no Nippon Budokan. Embora oficialmente rotulado como um hiato, Takeru duvidava que a banda algum dia retomaria suas atividades. No dia 20 de dezembro de 2017, a banda anunciou em seu site oficial que havia decidido se separar.
Em 2018, Takeru iniciou carreira solo com o nome de Sleepyhead. Ele foi anunciado como uma das principais atrações do Anime Friends 2024 em um show em conjunto com Hiroto do Alice Nine.

## Integrantes
- Takeru – vocais
- Masato – guitarra
- Yuji – guitarra
- Chiyu – baixo
- Shinpei – bateria

Ex-integrantes
- Shouta – baixo (2006–2007)
- Mitsuru – bateria (2006–2009)

## Discografia

### Álbuns e EPs
| Título              | Data de lançamento     | Posição na Oricon |
| ------------------- | ---------------------- | ----------------- |
| I Scream Party      | 19 de dezembro de 2007 | 181               |
| N0iz Star           | 14 de maio de 2008     | 41                |
| Punkitsch           | 3 de setembro de 2008  | 77                |
| Tokyo Muzical Hotel | 9 de março de 2010     | 26                |
| Thrill Ride Pirates | 9 de março de 2011     | 15                |
| Lollipop Kingdom    | 25 de abril de 2012    | 10                |
| Black               | 4 de março de 2015     | -                 |
| Virgin              | 9 de março de 2016     | -                 |

### Singles
| Título                                             | Data de lançamento      | Posição na Oricon |
| -------------------------------------------------- | ----------------------- | ----------------- |
| "Scheat"                                           | 1 de agosto de 2007     | -                 |
| "Yumigiwa Downer" (夢際ダウナー)                   | 2 de setembro de 2007   | -                 |
| "Alterna."                                         | 5 de setembro de 2007   | -                 |
| "Tricolour Color" (虜ロォルカラァ)                 | 3 de dezembro de 2008   | -                 |
| "39GalaxyZ"                                        | 15 de abril de 2009     | -                 |
| "Life 2Die"                                        | 14 de outubro de 2009   | -                 |
| "Pink Masquerade"                                  | 18 de novembro de 2009  | -                 |
| "Gr8 Story"                                        | 27 de janeiro de 2010   | 13                |
| "Koakuma Sparkling" (小悪魔Sparkling)              | 30 de junho de 2010     | 7                 |
| "R.P.G.: Rockin' Playing Game"                     | 1 de setembro de 2010   | 14                |
| "Crazy Bunny Coaster"                              | 12 de janeiro de 2011   | 3                 |
| "Gimi Gimi" (☆ギミギミ☆)                           | 15 de junho de 2011     | 8                 |
| "Toy Soldier"                                      | 26 de outubro de 2011   | 9                 |
| "Fukanzen Beautifool Days" (不完全Beautyfool Days) | 1 de fevereiro de 2012  | 8                 |
| "Sweetoxic"                                        | 19 de setembro de 2012  | 10                |
| "Missing"                                          | 19 de fevereiro de 2014 | 13                |
| "B.A.B.Y"                                          | 23 de agosto de 2014    | 13                |
| "Cry Out"                                          | 19 de novembro de 2014  | -                 |

### Álbuns de grandes êxitos
| Título         | Data de lançamento | Posição na Oricon |
| -------------- | ------------------ | ----------------- |
| Best 2010-2012 | 6 de março de 2013 | 25                |